# 田中源大
田中 源大（たなか　げんた、1997年2月8日 - ）は、山口県光市出身の、日本の柔道家である。階級は100kg超級。身長180cm。体重115kg。血液型はO型。段位は参段。組み手は左組み。得意技は足技。現在は明治大学に在学。2歳年下である妹の田中志歩は、2016年のインターハイ70kg級で優勝した。また、柔道以外にレスリングにも取り組むと、2015年の世界カデット選手権65kg級で3位になった。

## 経歴
柔道は7歳の時に始めた。高川学園中学3年の時に全国中学校柔道大会90kg超級で5位となった。高川学園高校に進むと、2年の時にはインターハイ100kg超級で3位となった。
2014年3月には全日本選手権の中国予選に出場すると、崇徳高校2年の香川大吾に敗れたものの2位となって、前年の静岡学園高校の佐藤和哉に続いて、高校生での全日本選手権出場を優勝した香川とともに果たすことになった。17歳2か月21日での出場は、香川より1日遅いだけの史上2番目の記録となった。続く高校選手権では準々決勝で修徳高校2年の小川雄勢に技ありで敗れて5位にとどまった。3年になると、4月の全日本カデでは国士舘高校2年の山田伊織に横四方固で敗れて2位だった。全日本選手権では初戦で山梨学院大学4年の鈴木誉広と対戦すると、先に指導3を取りながら追いつかれて判定で敗れた。8月のインターハイ個人戦では、決勝で香川と対戦するが払腰で敗れて2位だった。2015年のブレーメンジュニア国際では決勝で香川を破って優勝した。
明治大学に進学すると、1年の時には前年に続いて全日本選手権に出場するものの初戦で敗れた。全日本ジュニアでは準決勝で香川を内股すかしで破るが、決勝で大学の同期である小川に指導2で敗れて2位だった。しかしながら、小川とともに世界ジュニア代表には選ばれた。学生体重別では3回戦で東京大学4年の田上創に内股で敗れた。世界ジュニアでは決勝まで進むと、準々決勝で小川を破ったロシアのタメルラン・バシャエフと対戦するが、有効を先取しながら後半に技ありを取られて逆転負けを喫して2位にとどまった。団体戦では決勝のグルジア戦を含め、出場した全試合に勝利してチームの優勝に貢献した。3年の時には優勝大会の決勝で東海大学と対戦すると、100kg級のウルフ・アロンに大内刈の技ありを取られて2位にとどまった。
2019年からは日本製鉄の所属となった。2020年12月の全日本選手権では3回戦で国士舘大学4年の飯田健太郎を出足払の有効で破るも、準々決勝で旭化成の太田彪雅に反則負けを喫した。2021年12月には妹の志歩が全日本選手権で優勝した。その翌日に自身も全日本選手権に出場するが、初戦で81㎏級の選手である旭化成の山本悠司に有効で敗れた。2023年の実業個人選手権では決勝で香川を隅落で破って優勝した。2024年の実業個人選手権では2位だった。

## 戦績
- 2011年 -　全国中学校柔道大会　5位
- 2013年 -　インターハイ　3位
- 2014年 -　高校選手権 5位
- 2014年 -　全日本カデ　2位
- 2014年 -　インターハイ　個人戦　2位
- 2015年 -　ブレーメンジュニア国際　優勝
- 2015年 - 優勝大会　5位
- 2015年 -　全日本ジュニア　2位
- 2015年 -　世界ジュニア　個人戦　2位　団体戦　優勝
- 2016年 -　インターナショナルカップ　団体戦　優勝
- 2016年 -　優勝大会　5位
- 2017年 -　優勝大会　2位
- 2018年 -　優勝大会　5位
- 2019年 - 実業個人選手権　3位
- 2020年 -　全日本柔道選手権　5位
- 2021年 - 実業個人選手権　3位
- 2023年 - 実業個人選手権　優勝
- 2024年 - 実業個人選手権　2位

(出典、JudoInside.com)